# Первенство России по художественной гимнастике
Пе́рвенство Росси́и по худо́жественной гимна́стике — спортивное соревнование, проводимое ежегодно Всероссийской федерацией художественной гимнастики.
Разыгрываются медали в двух возрастных категориях: юниорки (13—15 лет) и девочки (11—12 лет). (13—15 лет — на 2020 год это 2005—2007 г. р., 11—12 лет — 2008—2009 г. р.). Юниорки выступают  по программе КМС, девочки по программе I разряда.
Первенство может проводиться как отдельно, так и в одни сроки и на одной арене с чемпионатом России (среди сеньорок). Например, в 2019 году первенство России в индивидуальных упражнениях прошло в январе в Казани, в первенство в групповых упражнениях — параллельно с чемпионатом России в индивидуальных упражнениях летом в Москве в Лужниках во Дворце гимнастики Ирины Винер-Усмановой.

## Призёрки (КМС)

### Индивидуальное многоборье
| Год  | Город           | Золото               | Серебро              | Бронза                       | Ист.   |
| 2003 | Ростов-на-Дону  |                      |                      | Ирина Городова               |        |
| ...  |                 |                      |                      |                              |        |
| 2005 | Белгород        |                      |                      |                              |        |
| ...  |                 |                      |                      |                              |        |
| 2009 | Дмитров         | Мария Желудкова      | Дарья Сватковская    | Екатерина Тарасова           | [ 5 ]  |
| 2010 | Санкт-Петербург | Александра Меркулова | Екатерина Тарасова   | Анна Трубникова              | [ 6 ]  |
| 2011 | Самара          | Диана Борисова       | Юлия Синицына        | Яна Кудрявцева               | [ 7 ]  |
| 2012 | Казань          | Юлия Синицына        | Диана Борисова       | Яна Кудрявцева               | [ 8 ]  |
| 2013 | Казань          | Юлия Бравикова       | Александра Солдатова | Дина Аверина                 | [ 9 ]  |
| 2014 | Казань          | Юлия Бравикова       | Вероника Полякова    | Алина Ермолова               | [ 10 ] |
| 2015 | Казань          | Алина Ермолова       | Арина Алтушкина      | Дарья Приданникова           | [ 11 ] |
| 2016 | Казань          | Алина Ермолова       | Полина Шматко        | Мария Сергеева               | [ 12 ] |
| 2017 | Казань          | Лала Крамаренко      | Марина Лобанова      | Анна Соколова Дария Сергаева | [ 13 ] |
| 2018 | Казань          | Лала Крамаренко      | Дария Сергаева       | Дарья Трубникова             | [ 14 ] |
| 2019 | Казань          | Лала Крамаренко      | Дария Сергаева       | Александра Скубова           | [ 15 ] |
| 2020 | Москва          | Диана Самошина       | Александра Скубова   | Ольга Карасёва               | [ 16 ] |

## Призёрки (I разряд)

### Индивидуальное многоборье
| Год  | Город           | Золото             | Серебро              | Бронза          | Ист.   |
| 2009 | Дмитров         | Яна Кудрявцева     | Оксана Кондря        | Диана Борисова  | [ 6 ]  |
| 2010 | Санкт-Петербург | Евгения Иващенко   | Арина Аверина        | Дина Аверина    | [ 6 ]  |
| 2011 | Самара          | Юлия Бравикова     | Олеся Петрова        | Анна Корнеева   | [ 7 ]  |
| 2012 | Казань          | Ксения Полякова    | Карина Кузнецова     | Дарья Осминина  | [ 8 ]  |
| 2013 |                 |                    |                      |                 |        |
| 2014 |                 |                    |                      |                 |        |
| 2015 | Казань          | Полина Шматко      | Кристина Телятникова | Юлия Кутлаева   | [ 11 ] |
| 2016 | Казань          | Лала Крамаренко    | Анастасия Симакова   | Дана Семиренко  | [ 12 ] |
| 2017 | Казань          | Александра Скубова | Екатерина Пантелеева | Мария Маркевич  | [ 13 ] |
| 2018 | Казань          | Анна Попова        | Мария Ермолаева      | Лидия Чернышёва | [ 14 ] |
| 2019 | Казань          | Анна Попова        | Сафина Нафикова      | Мария Борисова  | [ 15 ] |
| 2020 | Москва          | Аника Рашитова     | Глафира Моржухина    | Елизавета Маева | [ 16 ] |